# Яблучне (Варгашинський район)
Я́блучне (рос. Яблочное) — село у складі Варгашинського району Курганської області, Росія. Входить до складу Мостовської сільської ради.
Населення — 366 осіб (2010, 459 у 2002).